# Magica Pretty Sammy
Magica Pretty Sammy (魔法少女プリティサミー?, Mahō shōjo Puritī Samī) è una serie TV anime del 1996 di 26 episodi prodotta dalla AIC e dalla Pioneer Animation, spin-off della serie OAV Chi ha bisogno di Tenchi?. La serie anime costituisce una storia alternativa a quella narrata in tre OAV con il medesimo titolo, editi in contemporanea tra il 1995 e il 1997. All'anime è seguita infine un'ulteriore breve serie OAV, composta da sei episodi di pochi minuti.
I personaggi della serie sono i medesimi delle varie serie di Chi ha bisogno di Tenchi?, ma mai come in questo caso i ruoli sono completamente stravolti. La protagonista della vicenda è Sasami.

## Trama
Sasami Kawai è una bimba giapponese che viene scelta dalla regina del regno magico di Juraihelm, Tsunami di diventare la paladina della giustizia Pretty Sammy, per proteggere il mondo dagli attacchi della malvagia Pixy Misa. Ciò che Sasami non sa è che in realtà Pixy Misa, è la sua migliore amica, la timida Misao Amano, che a sua volta viene trasformata contro la sua volontà e quindi ne è del tutto all'oscuro.
Nell'anime compaiono anche tutti i personaggi dell'universo di Chi ha bisogno di Tenchi?: Ryōōki è l'assistente ai poteri di Sasami (una specie di Luna per Usagi Tsukino); Tenchi è il fratello di Sasami e Ryoko e Ayeka sono due sue compagne di classe, pazze d'amore per lui; Washu è l'insegnante di scienze mentre Mihoshi lavora in un negozio di musica.

## Edizione italiana
I tre episodi OAV sono stati editi da Dynamic Italia in 3 VHS pubblicate tra il 1998 e il 1999 con il titolo Magical Girl Pretty Samy. La serie televisiva fu invece acquistata dalla Doro TV Merchandising: tuttavia fu trasmessa alcune volte soltanto sull'emittente locale laziale Super 3 nel 2004-2005 con il titolo Pretty Sammy, e nello stesso periodo la Mondo Home Entertainment pubblicò un DVD contenente un film di montaggio della serie. Entrambe le produzioni non sono più state ridistribuite in Italia.

## Doppiaggio
| Personaggio               | Doppiatore originale | Doppiatore italiano                                  |
| ------------------------- | -------------------- | ---------------------------------------------------- |
| Sasami Kawai/Pretty Sammy | Chisa Yokoyama       | Monica Vulcano (serie TV) Domitilla D'Amico (OAV)    |
| Misao Amano/Pixy Misa     | Rumi Kasahara        | Perla Liberatori (serie TV e OAV)                    |
| Ryo-Oki                   | Etsuko Kozakura      | Fabrizio Mazzotta (serie TV) Stella Musy (OAV)       |
| Ramia                     | Maya Okamoto         | Domitilla D'Amico (serie TV) Antonella Baldini (OAV) |
| Rumiya                    | Mifuyu Hiiragi       | Alessio De Filippis (serie TV) ? (OAV)               |
| Ginji Kawai               |                      | Roberto Certomà (serie TV)                           |
| Honoka Kawai              |                      | Maria Teresa Cella (serie TV)                        |
| Washu Fitzgerald          | Yūko Kobayashi       | Ilaria Latini (serie TV)                             |
| Kiyone                    | Amano Yuri           | Barbara Pitotti (serie TV)                           |
| Tsunami                   | Chisa Yokoyama       | Raffaella Castelli (serie TV)                        |
| Preside Miura             |                      | Elio Marconato (serie TV)                            |
| Emi Sakura                |                      | Micaela Incitti (serie TV)                           |
| Hiroto Majima             |                      | Paolo Vivio (serie TV)                               |
| Konoha Haida              |                      | Gemma Donati (serie TV)                              |
| Kotoe Amano               |                      | Milvia Bonacini (serie TV)                           |
| Mihoshi Mizutani          | Yūko Mizutani        | Emanuela Amato (serie TV) Barbara De Bortoli (OAV)   |
| Kenji Oyamada             |                      | Daniele Raffaeli (serie TV)                          |

## Episodi
| Nº                                               | Titolo italiano | In onda          | In onda |
| Nº                                               | Titolo italiano | Giapponese       |         |
| Magical Girl Pretty Samy (OAV) (3 episodi)       | |                  |         |
| 1                                                | The Birth | 25 agosto 1995   |         |
| 2                                                | Magical Bug | 25 giugno 1996   |         |
| 3                                                | Super Kiss | 24 agosto 1997   |         |
| Serie TV (26 episodi)                            | |                  |         |
| 1                                                | Samy is Born! 「サミー大地に立つ!」 - samii daichi ni tatsu! | 4 ottobre 1996   |         |
| 2                                                | Samy Goes Training! 「サミー地獄特訓!」 - samii jigoku tokkun! | 11 ottobre 1996  |         |
| 3                                                | A Perfect Score Deserves Sukiyaki! 「100点とってスキヤキ!」 - 100 ten tot te sukiyaki!                                                                                 | 18 ottobre 1996  |         |
| 4                                                | Jump That Box! 「あの箱を飛べ!」 - ano hako o tobe! | 25 ottobre 1996  |         |
| 5                                                | The Debut Event of the Century 「今世紀最後のアイドルデビュー」 - konseiki saigo no aidoru debyū                                                                       | 1º novembre 1996 |         |
| 6                                                | Don't Let Her Hold the Ball! 「奴にボールを持たせるな!」 - yatsu ni booru o mota seru na!                                                                              | 8 novembre 1996  |         |
| 7                                                | A Master of Natural Calamity 「天災の才能」 - tensai no sainoo | 15 novembre 1996 |         |
| 8                                                | The Mid-Summer Santa 「真夏のサンタ」 - manatsu no santa | 22 novembre 1996 |         |
| 9                                                | The Island of Love Love Monsters 「ラブラブモンスターの島」 - raburabumonsutaa no shima                                                                                | 29 novembre 1996 |         |
| 10                                               | East VS West 「EAST VS WEST」 - EAST VS WEST | 6 dicembre 1996  |         |
| 11                                               | The Lost Wand 「バトン喪失」 - baton sooshitsu | 13 dicembre 1996 |         |
| 12                                               | Blue Sky Army Forever! 「心はいつも青空戦隊」 - kokoro wa itsumo aozora sentai                                                                                         | 20 dicembre 1996 |         |
| 13                                               | I Want You 「キミが欲しい」 - kimi ga hoshii | 27 dicembre 1996 |         |
| 14                                               | The Boy Called Boss 「番長と呼ばれた男」 - banchoo to yoba re ta otoko                                                                                                 | 3 gennaio 1997   |         |
| 15                                               | Baby Samy 「赤ちゃんサミーでバブー」 - akachan samii de babū | 10 gennaio 1997  |         |
| 16                                               | Viva! Love Warriors! 「鮮烈!人妻隊」 - senretsu! hitozuma tai | 17 gennaio 1997  |         |
| 17                                               | Don't Cry Misa! 「泣くなミサ!さらば人妻隊」 - naku na misa! saraba hitozuma tai                                                                                        | 24 gennaio 1997  |         |
| 18                                               | The High Pressure Girl 「キミは高気圧少女」 - kimi wa kookiatsu shoojo                                                                                                 | 31 gennaio 1997  |         |
| 19                                               | When the Rose Petals Fall, Magic Quietly Disappears 「薔薇の花びらが舞落ちた時、静かに魔法は消える」 - bara no hanabira ga mai ochi ta toki, shizuka ni mahoo wa kieru | 7 febbraio 1997  |         |
| 20                                               | Friends - Eye to Eye, Hand in Hand 「ともだち~見つめ合う瞳、繋がれた手~」 - tomodachi ~ mitsume au hitomi, tsunaga re ta te ~                                          | 14 febbraio 1997 |         |
| 21                                               | Thank You Magic! 「魔法があってよかった」 - mahoo ga at te yokat ta | 21 febbraio 1997 |         |
| 22                                               | The Third Magical Girl 「魔法少女強襲」 - mahoo shoojo kyooshū | 28 febbraio 1997 |         |
| 23                                               | The Goddess of Destruction 「破壊の女神」 - hakai no megami | 7 marzo 1997     |         |
| 24                                               | It's Hell on the Moon! 「月は地獄だ!」 - tsuki wa jigoku da! | 14 marzo 1997    |         |
| 25                                               | New Technology 「ニューテクノロジー)」 - nyū tekunorojii) | 21 marzo 1997    |         |
| 26                                               | And a Triumphant Victory! 「やったね、大勝利!恋も魔法もサミーにおまかせ」 - yat ta ne, dai shoori! koi mo mahoo mo samii ni omakase                                    | 28 marzo 1997    |         |
| Mahō Shōjo Pretty Sammy Omake Gekijō (6 episodi) | |                  |         |
| 1                                                | Misa Cinderella Story 「ミサのシンデレラ」 - misa no shinderera | 1997             |         |
| 2                                                | 26 Secrets of Sammy 「サミー２６の秘密」 - samii 26 no himitsu | 1997             |         |
| 3                                                | Secrets of the Kawai Family 「河合家の秘密」 - kawai ka no himitsu | 1997             |         |
| 4                                                | Magical Girl Lyrical Amira 「魔法少女リリカルアミラ」 - mahoo shoojo ririkaruamira                                                                                     | 1997             |         |
| 5                                                | Video-Jack Misa 「ビデオジャック・ミサ」 - bideo jakku. misa | 1997             |         |
| 6                                                | Extraordinary! The Two Magical Girls 「怪傑！二人の魔法少女」 - kaiketsu! ni nin no mahoo shoojo                                                                       | 1997             |         |

## Colonna sonora
Sigle di apertura
- "Chanto yume wo mimasho" cantata da Chisa Yokoyama (OAV)
- "Yume mireba yume mo yume ja nai" cantata da Chisa Yokoyama e Etsuko Kozakura (TV)

Sigle di chiusura
- "Baka" cantata da Chisa Yokoyama (OAV 1)
- "Ai no makeikusa" cantata da Rica Matsumoto (OAV 2)
- "Ai mahō no tobira" cantata da Chisa Yokoyama (OAV 3)
- "Persona" cantata da Kumi Akiyama (TV ep. 1-13).
- "Chōshi ni notte orimashita" cantata da The Rhythm Kings (TV ep. 14-25).
- "Yume mireba yume mo yume ja nai" cantata da Chisa Yokoyama e Etsuko Kozakura (TV ep. 26)